# 315 Constantia
315 Constantia este un asteroid din centura principală, descoperit pe 4 septembrie 1891, de Johann Palisa.